# Ashnan Corona
L'Ashnan Corona è una struttura geologica della superficie di Venere.